# Pinus densata
Pinus densata (сосна густа) — вид дерев роду сосна родини соснових. Відомий також як сосна сичуанська.

### Габітус
Представники виду Pinus densata — дерева висотою до 30 м і товщиною стовбура до 1,3 м. Кора спочатку червонувато-коричнева, пізніше темніє до сіро-коричневого кольору, розтріскана на нерівномірні пластинки з поздовжними борознами. Осьові гілки розростаються вшир, утворюючи яйцеподібно-конічну, пізніше широко-яйцеподібну або розлогу крону. Гілки міцні, молоді пагони голі, з потовщеннями, на першому році — з сизо-бурим полиском, на другому-третьому — червонувато-бурі..

### Бруньки і шпильки
Зимуючі бруньки темно-бурі, яйцеподібно-конічні, загострені. Верхівкові бруньки близько 15 мм в довжину і 6 мм в ширину. Луски бруньок загострені, краї з білою облямівкою. Шпильки ростуть по дві, зрідка по три в пучках з обгортками, які спочатку мають довжину 10–15 мм, а пізніше дещо коротші. Шпильки прямі, 8–14 см в довжину і 1–1,5 мм завширшки, жорсткі, дещо скручені, гострі, тьмяно-зелені. Краї дрібнозубчасті. На обох боках є ряди продихів. Кожна шпилька утворює 3–4 смоляні ходи. Шпильки тримаються на гілках 3 роки.

### Шишки і насіння
Пилкові шишки виростають спірально групами при основі нових пагонів. Вони сизувато-бурі, короткоциліндричні, 10–18 мм у довжину і 3–4,5 мм в ширину. Насіннєві шишки ростуть поодиноко або парами, сидячі або на короткій ніжці, в закритому стані вузько-яйцеподібні 4–6 у довжину, а у відкритому стані — 4–7 см у ширину. Насіннєві луски коричневі, подовгасті, здерев'янілі, жорсткі. Апофіз з виразним пупком, 4–7 мм товщиною, з перехресними ребрами, більш-менш ромбічний, блискучого шоколадного забарвлення. Насінина яйцеподібно-еліптична, 4–6 мм у довжину, від світло-коричневої до сіро-коричневої барви. Крильце насінини 15–20 мм у довжину. Запилення настає в травні, шишки дозрівають у жовтні другого року.

## Поширення
Країни зростання: Китай (провінції Хінган, Сичуань, Тибет, Юньнань).